# Petrovičky (Předslav)
Petrovičky jsou malá vesnice, část obce Předslav v okrese Klatovy v Plzeňském kraji. Nachází se asi tři kilometry jihovýchodně od Předslavi. Prochází zde silnice II/191. Petrovičky leží v katastrálním území Petrovičky u Předslavi o rozloze 2,99 km².

## Historie
První písemná zmínka o vesnici pochází z roku 1379.

## Obyvatelstvo
| Rok            | 1869 | 1880 | 1890 | 1900 | 1910 | 1921 | 1930 | 1950 | 1961 | 1970 | 1980 | 1991 | 2001 | 2011 | 2021 |
| -------------- | ---- | ---- | ---- | ---- | ---- | ---- | ---- | ---- | ---- | ---- | ---- | ---- | ---- | ---- | ---- |
| Počet obyvatel | 185  | 220  | 215  | 201  | 208  | 203  | 180  | 140  | 145  | 126  | 87   | 72   | 66   | 60   | 73   |
| Počet domů     | 28   | 31   | 31   | 32   | 34   | 33   | 36   | 36   | 33   | 28   | 27   | 32   | 31   | 33   | 36   |

## Obecní správa
Při sčítání lidu v letech 1850–1975 Petrovičky byly samostatnou obcí v okrese Klatovy. Od 1. července 1975 jsou částí obce Předslav v okrese Klatovy. V letech 1850–1929 k obci patřily Hůrka a Třebíšov.

## Pamětihodnosti
- Socha svatého Jana Nepomuckého